# Chrosioderma ranomafana
Chrosioderma ranomafana är en spindelart som beskrevs av Silva 2005. Chrosioderma ranomafana ingår i släktet Chrosioderma och familjen jättekrabbspindlar.
Artens utbredningsområde är Madagaskar. Inga underarter finns listade i Catalogue of Life.